# Бонбонен рак
Бонбоненият рак (Hoplophrys oatesii) е вид ракообразно от семейство Epialtidae, единствен представител на род Hoplophrys.

## Разпространение
Този вид коралов рак е широко разпространен в Индийско-Тихоокеанския регион.

## Описание
Бонбоненият рак е много пъстър и има дължина от 1,5 до 2 см. Живее върху различни видове меки корали от рода Dendronephthya. Той се маскира, имитирайки цветовете на полипите, сред които се крие. Освен това добавя допълнителен камуфлаж, като прикрепя различни полипи към неговия корпус. Цветът му варира в зависимост от цвета на коралите около него – бели, розови, жълти или червени.

## Хранене
Този рак се храни с планктон.